# Wittenberge-Perleberger Eisenbahn
Die Wittenberge-Perleberger Eisenbahn (WPE) war Eigentum der Stadt Perleberg, die sich damit einen Anschluss an die Strecke Berlin–Hamburg am Knoten Wittenberge sichern konnte. Die von ihr betriebene Strecke ist heute ein Teil der Bahnstrecke Wittenberge–Strasburg.

## Geschichte
Am 15. Oktober 1881 wurde der Betrieb auf der 10,6 Kilometer langen Strecke aufgenommen. Ab 1885 gab es in Perleberg einen Anschluss an die Prignitzer Eisenbahngesellschaft (PEG) in Richtung Wittstock an der Dosse. Die PEG übernahm ab 1932 auch die Betriebsführung der WPE. Aus militärischen Gründen wurde die Wittenberge-Perleberger Eisenbahn ebenso wie die Prignitzer Eisenbahn AG und die anschließende Mecklenburgische Friedrich-Wilhelm-Eisenbahn am 1. Januar 1941 verstaatlicht und der Deutschen Reichsbahn unterstellt. Diese errichtete dafür zum 17. März 1941 eine Überleitstelle in Perleberg.